# Pteropus mahaganus
Pteropus mahaganus е вид бозайник от семейство Плодоядни прилепи (Pteropodidae). Видът е световно застрашен, със статут Уязвим.

## Разпространение
Разпространен е в Папуа Нова Гвинея и Соломонови острови.